# Michel II (métropolite de Kiev)
Pour les articles homonymes, voir Michel II.
Michel II fut patriarche de Kiev et de toute la Rus' de 1130 à sa mort en 1145.